# روب نابورز
روب نابورز (بالإنجليزية: Rob Nabors)‏ (و. 1971  م) هو مسؤول أمريكي، هو عضوٌ في الحزب الديمقراطي الأمريكي.

## التعليم
تعلم في نوتردام، وجامعة ولاية كارولينا الشمالية في تشابل هيل.